# Melaleuca alternifolia
Melaleuca alternifolia, comumente conhecida como tea tree ou árvore do chá, é uma espécie de árvore ou arbusto da família Myrtaceae. Endêmica da Austrália, ocorre no sudeste de Queensland e na costa norte de Nova Gales do Sul, onde cresce ao longo de riachos e em planícies pantanosas, e muitas vezes é a espécie dominante onde ocorre.

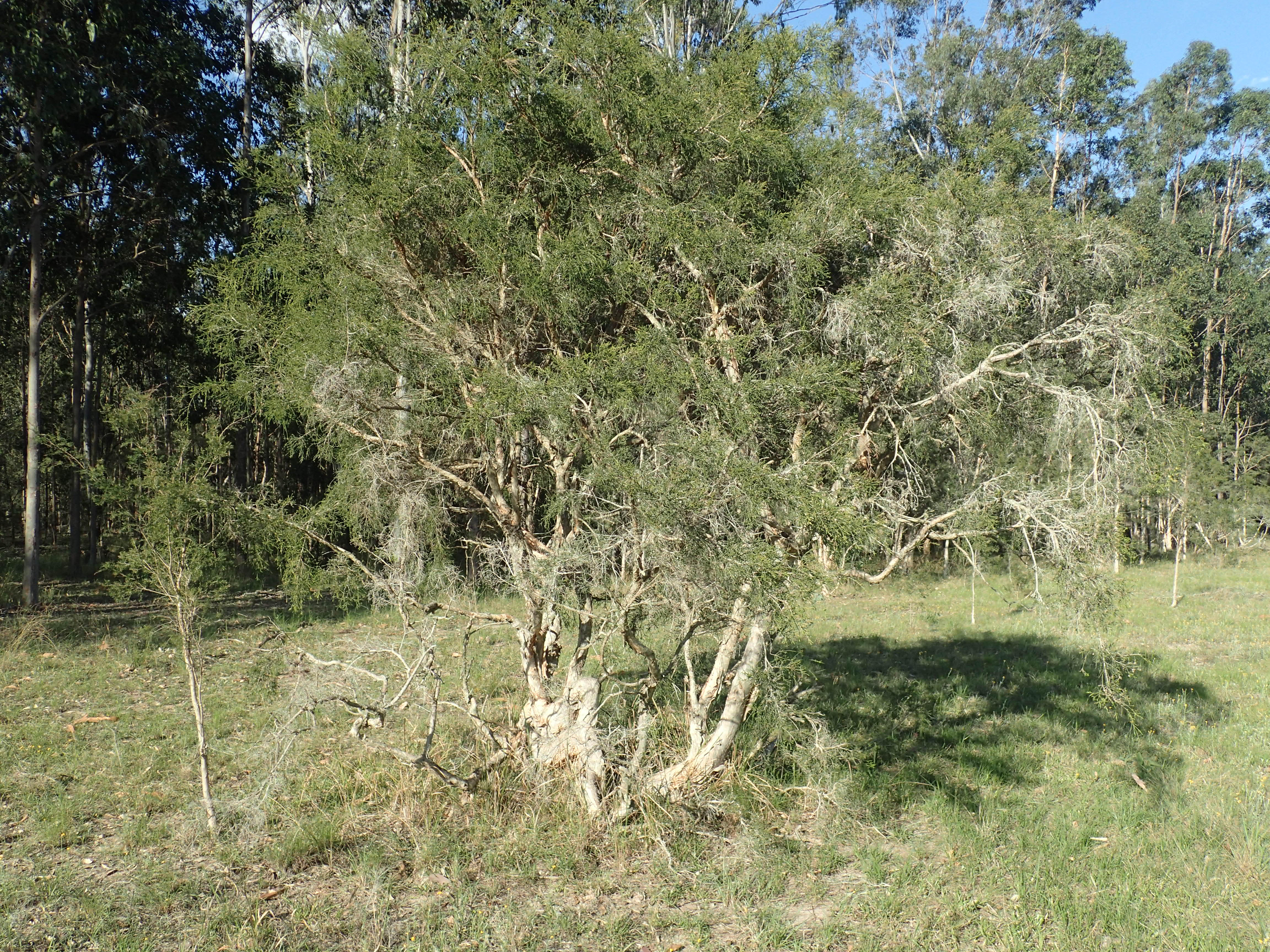
Habitat perto de Casino

## Descrição
A Melaleuca alternifolia é uma pequena árvore que pode crescer até cerca de 7 metros, com uma casca esbranquiçada cor de papel. Apresenta folhas simples, coriáceas,  agudas-lanceoladas, dispostas alternadamente, às vezes espalhadas ou espiraladas. As folhas são ricas em óleo com as glândulas proeminentes. As flores são hermafroditas ocorrem em massas de espigas brancas ou de cor creme, com 3-5 centímetros de comprimento, principalmente da primavera ao início do verão, e dão à árvore uma aparência fofa. O pequeno fruto lenhoso em forma de taça, com 2-3 milímetros de diâmetro estão espalhados ao longo dos galhos.

## Taxonomia e nomenclatura
Esta espécie foi formalmente descrita pela primeira vez em 1905 por Joseph Maiden e Ernst Betche e recebeu o nome deMelaleuca linariifolia var. alternifolia nos Proceedings of the Linnean Society of New South Wales. Em 1925, Edwin Cheel elevou a variedade ao status de espécie como Melaleuca alternifolia. O epíteto específico (alternifolia) é derivado do latim alternus que significa "alternativo" e folium que significa "folha", referindo-se ao arranjo das folhas.

## Distribuição e habitat
A família Myrtaceae divide-se em duas subfamílias: Myrtoidea, de ampla ocorrência na América tropical, e Leptospermoideae, que ocorre principalmente na Austrália, Malásia e Polinésia. O gênero Melaleuca, pertence a esta última, incluindo aproximadamente 100 espécies nativas da Austrália e Ilhas do Oceano Índico.
O gênero Melaleuca reúne cerca de 200 espécies, todas nativas da Austrália e de ilhas do Oceano Índico, regiões de clima quente, onde vegetam sobre solos argilosos, pobres e geralmente mal drenados. A maioria das espécies não sobrevive em regiões sujeitas à ocorrência de geadas.
A Melaleuca alternifolia é endêmica da Austrália e é encontrada desde o distrito de Grafton em Nova Gales do Sul até o interior de Stroud e nos distritos costeiros ao norte de Maryborough em Queensland . Cresce ao longo de riachos e em lugares pantanosos.

## Princípio ativo
Foram descritas seis variedades, ou quimiotipos, de M. alternifolia, cada uma produzindo óleo com uma composição química distinta. Estes incluem um quimiotipo de terpinen-4-ol, um quimiotipo de terpinoleno e quatro quimiotipos de 1,8-cineol (HOMER, 2000). O quimiotipo terpinen-4-ol contém tipicamente níveis de terpinen-4-ol entre 30 a 40% (HOMER, 2000) e é o quimiotipo utilizado na produção comercial de óleo de melaleuca. O terpinen-4-ol é um monoterpeno álcool monocíclico.
A atividade do terpinen-4-ol já foi descrita na literatura, e acredita-se que a substância seja a principal responsável pela atividade antibacteriana do óleo essencial de M. alternifolia , pois há semelhança na eficácia antibacteriana do óleo essencial óleo e o composto isolado. Além da atividade antibacteriana do terpinen-4-ol, foi observada boa atividade antibiofilme da substância contra algumas espécies formadoras de biofilme, o que destaca seu potencial de aplicação na prática clínica.

## Usos

### Medicina tradicional e toxicidade em potencial
A árvore do chá tem sido usada como um tratamento de medicina popular entre os povos indígenas australianos de áreas do interior do leste que usam árvores de chá inalando os óleos das folhas esmagadas para tratar tosses e resfriados. Eles também polvilham folhas nas feridas, sobre o qual é aplicado um emplastro. Além disso, as folhas da árvore do chá são embebidas para fazer uma infusão para tratar dores de garganta ou doenças de pele.
Característica da família Myrtaceae, é usada para destilar óleo essencial. É a espécie primária para a produção comercial de óleo de melaleuca um tratamento tópico . O óleo da árvore do chá é comumente usado como tratamento para a acne, embora haja evidências limitadas de que seja eficaz para esse fim.
Se ingerido, o óleo da árvore do chá é tóxico com efeitos colaterais graves, incluindo coma, e pode causar irritação na pele se usado topicamente em altas concentrações. Até de 2006, nenhuma morte havia sido relatada na literatura médica.

## Óleo essencial
O óleo essencial de melaleuca contém mais de 100 componentes, principalmente de monoterpenos e hidrocarbonetos sesquiterpenos, e seus alcoóis associados. Seu principal componente é terpinen-4-ol, seguido por α-terpineno e γ-terpineno, na qual é atribuída sua atividade, podendo ser obtido pela destilação a vapor da folhagem e terminação de ramos. 
Esse óleo apresenta inúmeras indicações terapêuticas sobretudo, devido ao seu principal constituinte ativo, com comprovadas propriedades antimicrobianas e anti-inflamatórias, na qual o mecanismo de ação anti-inflamatório se dá pela supressão da produção de superóxido e de mediadores inflamatórios TNF-α,
IL-1β, interleucina-8 (IL-8) e prostaglandina E2 (PGE2 ) em monócitos humanos. Além de apresentar um amplo espectro de ação antibacteriana, que compreende tanto as espécies gram positivas quanto as gram negativas, além de atividade antifúngica potente. 
Quando se tratando do princípio ativo da planta, o Terpinen-4-ol é o componente que detém a principal atividade antimicrobiana do óleo de melaleuca, pois induz perda da membrana, interferindo na integridade e fisiologia bacteriana (OLIVEIRA et al., 2011).  Podendo ser indicado em tratamento dermatológico, na qual conclui-se que o óleo essencial de Melaleuca alternifolia atende as expectativas como agente antimicrobiano contra a acne vulgar, e seu mecanismo de ação ocorre com a quebra e perda da integridade da membrana celular, reduzindo assim a produção de citosinas. Sendo utilizado também nos tratamentos de borbulhas, candidíase, pé de atleta, micoses, picadas de insetos, verrugas, inflamações da pele, higiene dentária, couro cabeludo, piolhos e lêndeas. Além de possuir diversas apresentações, como por exemplo, seu uso em cosmético pode ser incorporado em cremes, loções, sabonetes e xampus antissépticos, em produtos para a limpeza da pele oleosa e removedores de maquiagem, pós-depilatórios, desodorantes, em xampus e loções para cabelos oleosos e/ ou caspa.

Em resumo, o terpinen-4-ol é o principal componente ativo do TTO com capacidade de suprimir a produção de INF-γ, IL-4 e IL-17, podendo ser capaz de influenciar a produção de citocinas relevantes para a modulação da 71 imunidade adaptativa. Porém, o entendimento de seus efeitos na polarização da resposta das células T deverá ser analisado em estudos in vitro utilizando células T, em experimentos de co-cultura de linfócitos e monócitos e também em modelos in vivo. O potencial deste componente na modulação da resposta imune pode ter implicações terapêuticas importantes para diversas condições associadas à resposta inflamatória crônica, como as doenças periodontais.
Embora os aborígenes australianos o utilizassem desde tempos remotos, oficialmente só foi registrado na década de 1920, quando as análises efetuadas revelaram uma grande eficácia deste óleo. Durante a Segunda Guerra Mundial, os soldados australianos usavam-no como agente antimicrobiano.
Comercializado como óleo concentrado ou diluído.

### Aplicação do óleo de melaleuca como agente antimicrobiano na agricultura e piscicultura
Na piscicultura
Estudos têm sido feitos acerca do seu potencial antibactericida, principalmente se relacionados a bactérias do gênero Aeromonas, que compreendem importantes patógenos que podem ser frequentemente encontrados em muitas espécies de animais ou alimentos. 
Aeromonas hydrophila causa uma doença grave, incluindo ulceração da pele, podridão da cauda ou das barbatanas e septicemia hemorrágica fatal, em peixes por exemplo. Tendo em vista que esse é um dos principais agentes causadores de alta mortalidade e perdas econômicas na aquicultura, e principalmente tem se tornado cada vez mais resistente aos antibióticos convencionais. A partir disso, testes in vivo foram realizados utilizando o peixe Jundiá (Rhamdia quelen) ou bagre (comumente conhecido), como modelo experimental, em que resultados acerca do uso da Melaleuca provaram ser uma alternativa natural para prevenir e controlar este patógeno.
Na agricultura
O morango ( Fragaria × ananassa ) é uma das frutas silvestres mais populares devido ao seu sabor delicioso, bem como aos ricos nutrientes e antioxidantes (por exemplo, vitaminas, antocianinas, polifenóis). No entanto, como uma fruta representativa de tecidos moles, o morango é extremamente perecível e suscetível ao ataque de fungos patogênicos. 
Recentemente, os óleos essenciais de plantas e seus constituintes usados na indústria alimentícia têm atraído considerável interesse devido às suas propriedades antimicrobianas de amplo espectro, ecologicamente corretas e biodegradáveis.

Recentemente, ocorreram estudos com o objetivo revelar os efeitos e possíveis mecanismos do terpinen-4-ol, o principal componente do óleo da árvore do chá (TTO), na resistência a doenças do morango. Quando os efeitos do TTO e seus componentes foram comparados no desenvolvimento da podridão em frutos inoculados com Botrytis cinereaapós o tratamento, o morango tratado com terpinen-4-ol apresentou a menor incidência da doença após 48 horas e também o menor diâmetro de lesão durante todo o armazenamento. Assim, os morangos foram fumigados a 25 °C por 3 horas e pôde-se observar que essa alternativa de óleos essenciais, controlam efetivamente o mofo cinzento e a podridão mole em morangos durante o armazenamento, porque mostram atividade antifúngica direta e capacidade de induzir resistência do hospedeiro a doenças.
A ideia do estudo é induzir a interação do composto principal da Melaleuca (terpinen-4-ol) com a produção de fenilpropanoides, que basicamente são uma classe de compostos orgânicos que são sintetizadas em microrganismos e organismos vegetais, e servem como precursores de uma série de polímeros naturais, os quais fornecem proteção contra a luz ultravioleta, defesa contra herbívoros e patógenos, além de mediarem interações planta-polinizador por pigmentação e compostos de aroma floral.
Desta forma, pôde-se observar que o tratamento com terpinen-4-ol obviamente reduziu a incidência da doença em morangos ao longo do período de armazenamento. Em 48 h após a inoculação, a incidência da doença em frutas tratadas com terpinen-4-ol foi de apenas 44,4%, o que foi marcadamente menor do que em frutas não tratadas (71,1%), por exemplo. 
Assim, conclui-se que mesmo não sabendo com clareza como esses óleos essenciais agem, sabe-se que no estudo em questão, foi possível reduzir a podridão em morangos, possivelmente inibindo o crescimento de patógenos diretamente e induzindo resistência a doenças indiretamente.

## Galeria

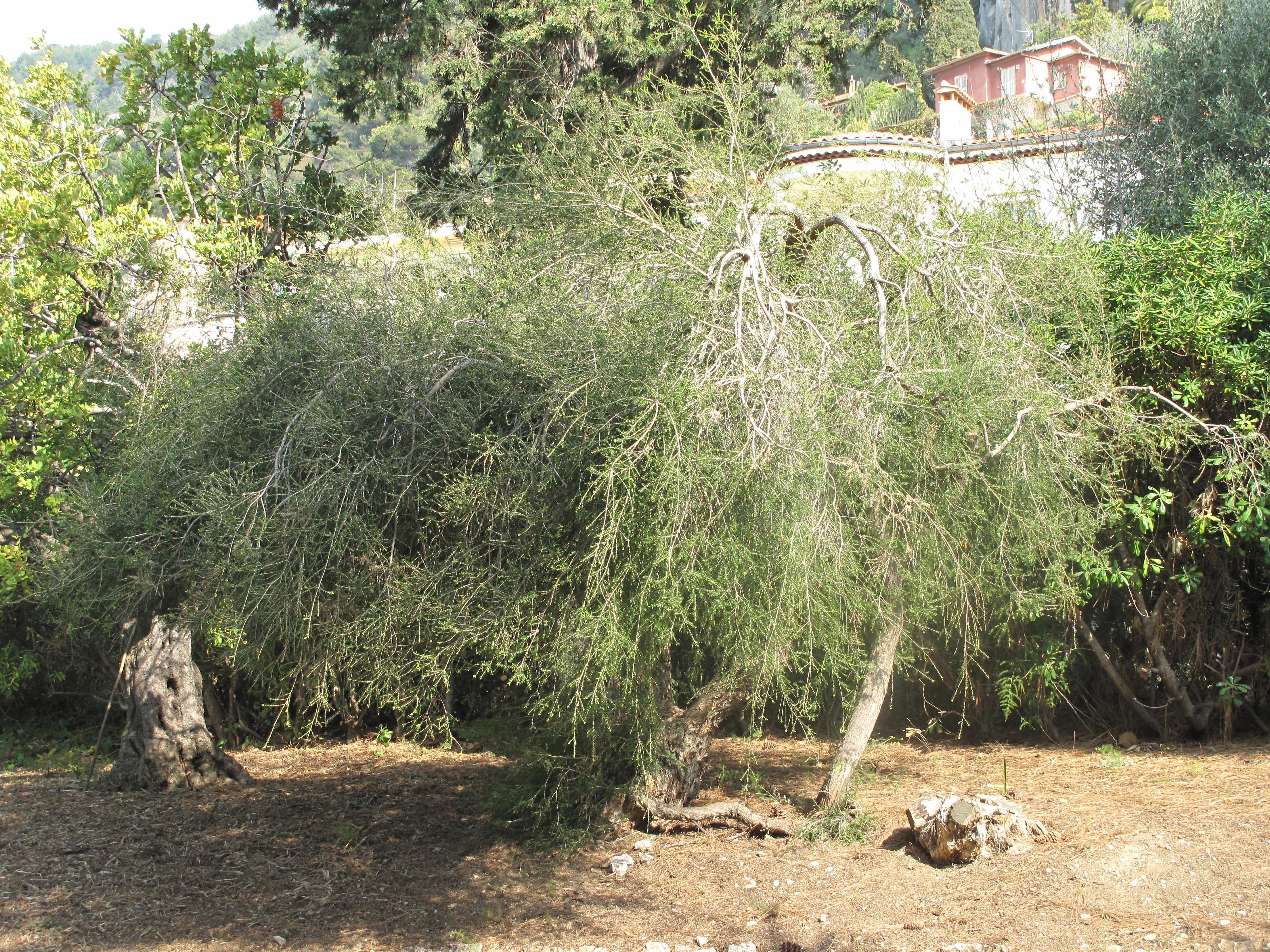
M. alternifolia (cultivada) crescendo em Menton, França
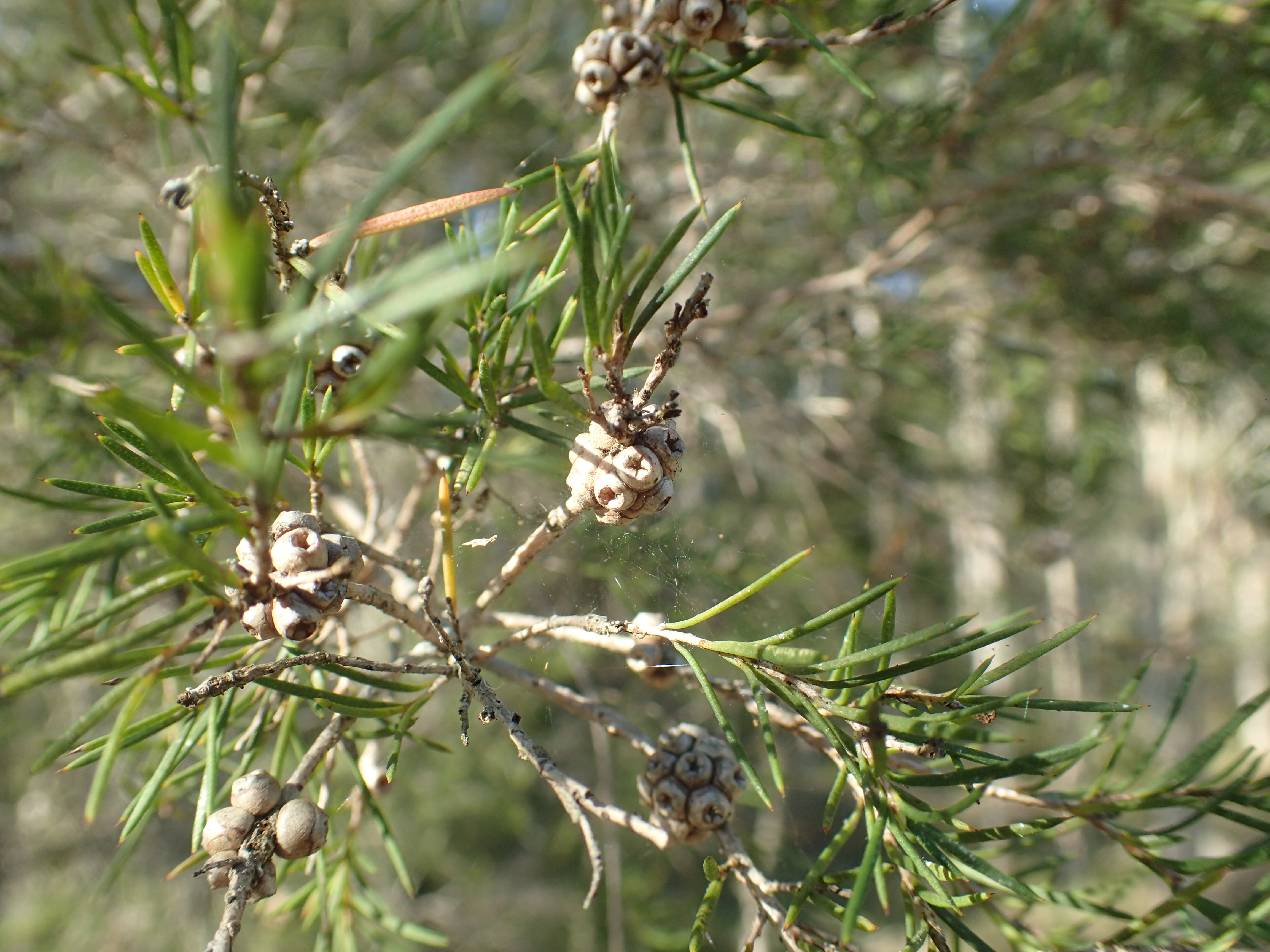
Frutos de M. alternifolia
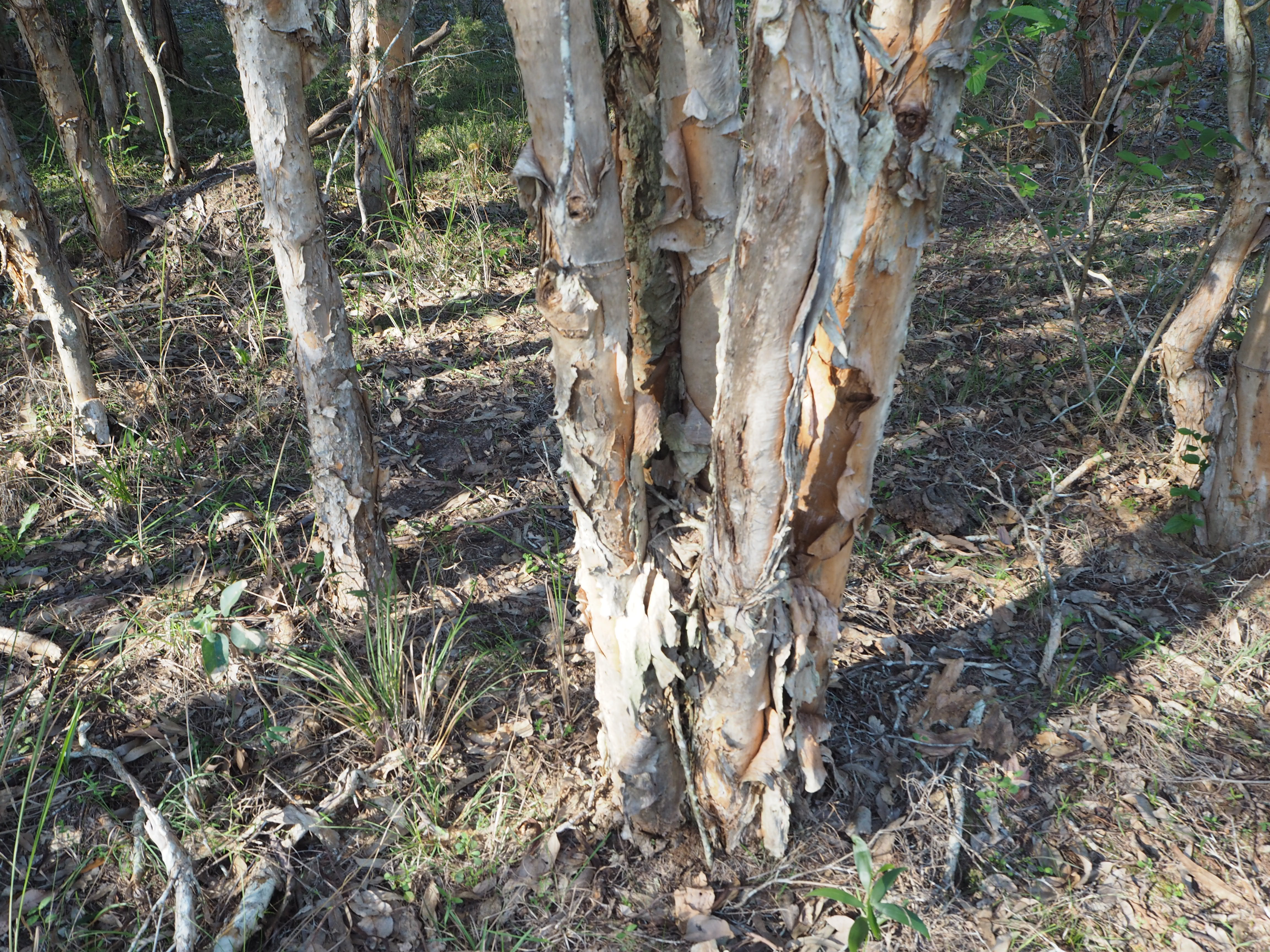
casca de M. alternifolia
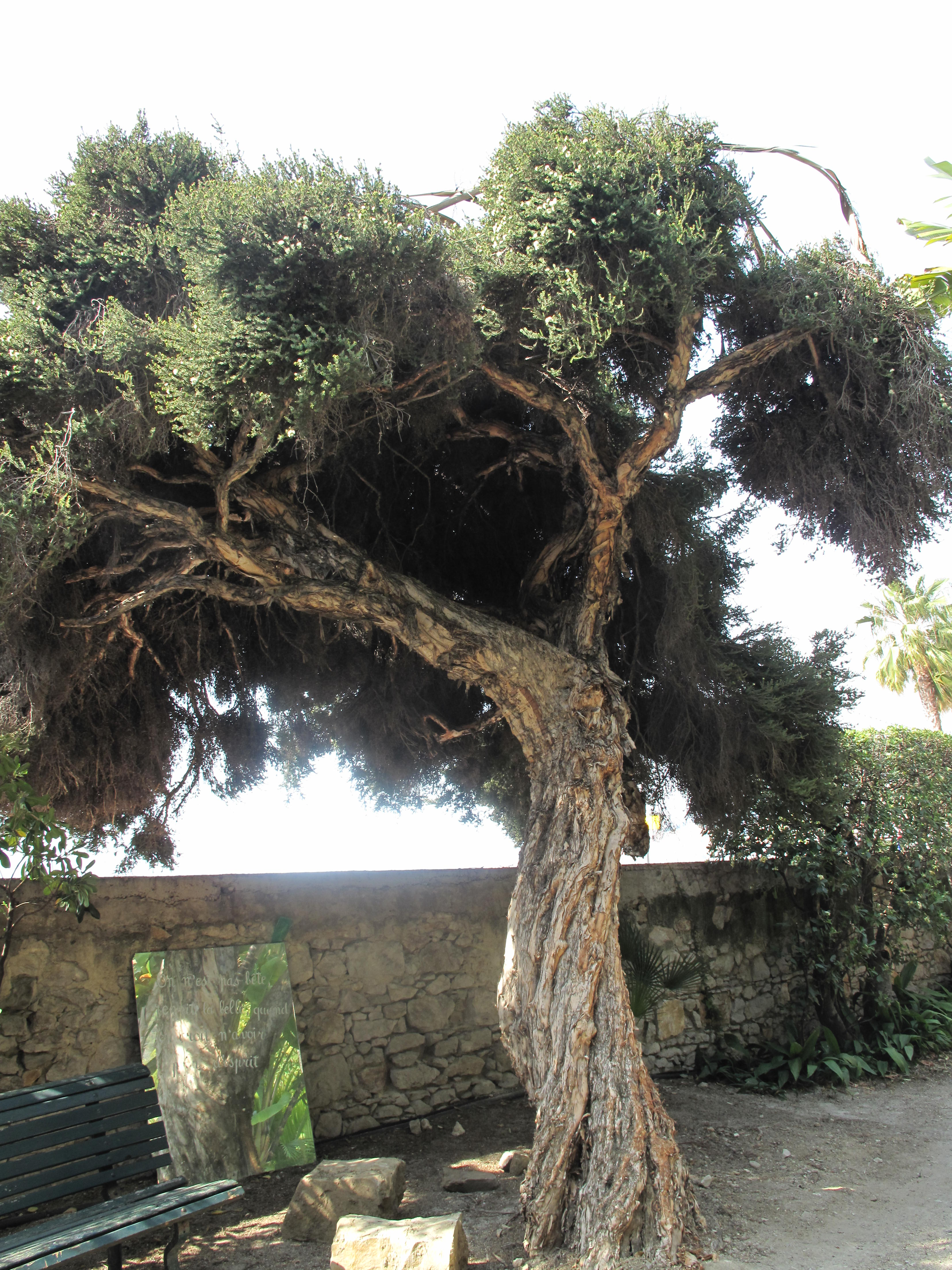
árvore M. alternifolia
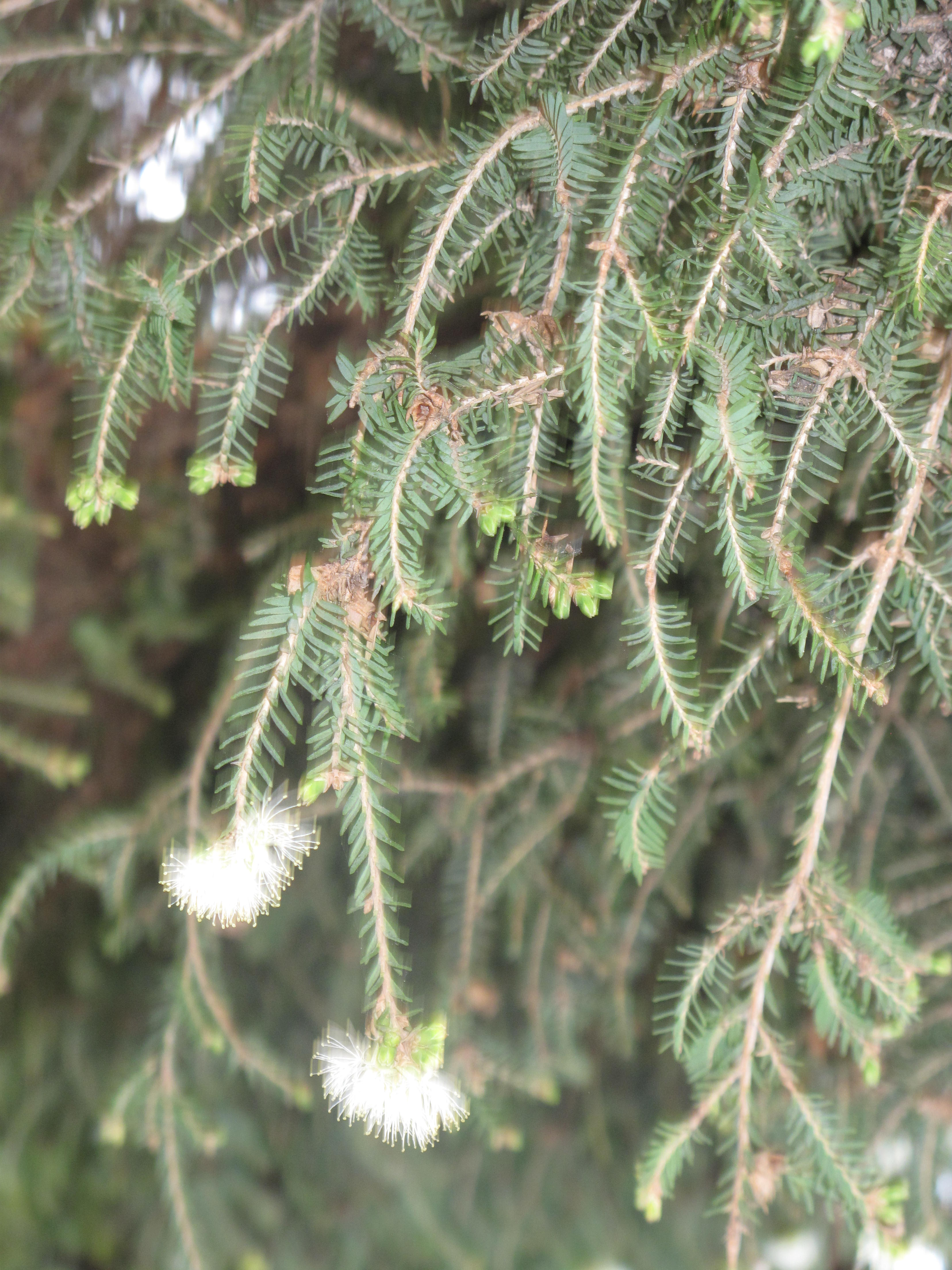
flores de M. alternifolia